# Propavsjaja gramota
Propavsjaja gramota (russisk: Пропавшая грамота, på dansk Det forsvundne diplom, Det forsvundne brev) er en sovjetisk animationsfilm i spillefilmlængde fra 1945 af instrueret af Valentina Brumberg og Zinaida Brumberg. Det er den første sovjetiske traditionelle animationsfilm med håndtegnede billeder.
Filmen er  produceret af Soyuzmultfilm i Moskva og er baseret på en historie af sammen navn skrevet af Nikolaj Gogol. 

## Handling
På en varm dag i august sendes en kosak til hovedstaden med et brev til dronningen. På vejen stifter han bekendtskab med en herreløs kosak, og de to følges ad. Under en pause på deres vej, fortæller den herreløse kokak, at han har solgt sin sjæl til Djævelen og nu venter på sin betaling. Om natten går kosakken ikke i seng, men beslutter sig for at se, hvad der sker. Da det bliver mørkt, kommer Djævelen frem; han tager kosakkens hest og med det brevet til dronningen. Kosakken må lede efter hest og brev i skoven, der er fuld af onde ånder. Næste morgen siger kosakken farvel til sin bekendte og skynder sig Sankt Petersborg uden stop.